# Wim Beerman
Wilhelmus Adrianus (Wim) Beerman (Amsterdam, 20 augustus 1909 – Overveen, 6 juni 1944) was een verzetsstrijder in Nijmegen. Hij was in de Tweede Wereldoorlog lid van een verzetsgroep waarbinnen een aantal Nijmeegse politiemensen actief waren. De groep werd opgepakt na een aanslag op de verrader Ederveen op de Daalseweg op 24 september, maar Ederveen kon ontsnappen en de Duitsers waarschuwen. Hierna werd deze verzetsgroep op 27 september gearresteerd en op 6 juni 1944 door de Duitsers gefusilleerd in de duinen bij Overveen. 
In Nijmegen zijn vijf van de leden van de verzetsgroep geëerd met een straatnaam in de Verzetsheldenbuurt in de wijk Kwakkenberg. De andere vier leden zijn: Herman Oolbekkink, Albert Marcusse, Bart Hendriks en Cees de Jong. De laatste was geen politieagent maar handelsagent, maar ook lid van de verzetsgroep.
Hij was getrouwd met Maria Antonia van Almen en had drie kinderen: vijf, drie en één jaar oud. Bij de politie had hij als functie politiefotograaf.
In de Verzetsheldenbuurt staat een monument voor de vijf verzetsstrijders in de vorm van een beeld van een pelikaan, die eigen bloed voert aan jongen in tijden van nood, en symbool staat voor zelfopoffering.